# Estadi Armand Cesari
L'Estadi Armand Cesari, anteriorment nomenat Estadi de Furiani, és un estadi de futbol, situat a la ciutat de Bastia, a l'illa de Còrsega (França). Serveix de seu habitual a l'SC Bastia. Té una capacitat de 10.000 espectadors i va ser inaugurat l'any 1932.

## Drama de Furiani
Aquest fet va tenir lloc en aquest estadi el 5 de maig de 1992, quan una de les graderies es va esfondrar, matant 18 persones.
Aquest dia, el Bastia s'enfrontava a l'Olympique de Marsella en un partit de semifinal de la Copa de França. El Marsella era el millor equip de França del moment, i la junta directiva del Bastia volia aprofitar-se d'això afegint una graderia suplementària per tenir més aforament, augmentant el nombre de seients en un 50%.
Abans del partit, la graderia es va esfondrar, causant la mort de 18 persones i deixant a més 2.300 ferits. Des de llavors, l'Armand-Cesari va ser millorat lentament i només segueix en peus una de les quatre graderies de 1992. Algunes de les principals millores es van iniciar a la fi de 1996, per a una capacitat final de 18.000 espectadors.
Com a resultat d'aquesta catàstrofe, la Copa de França de 1992 no es va disputar.

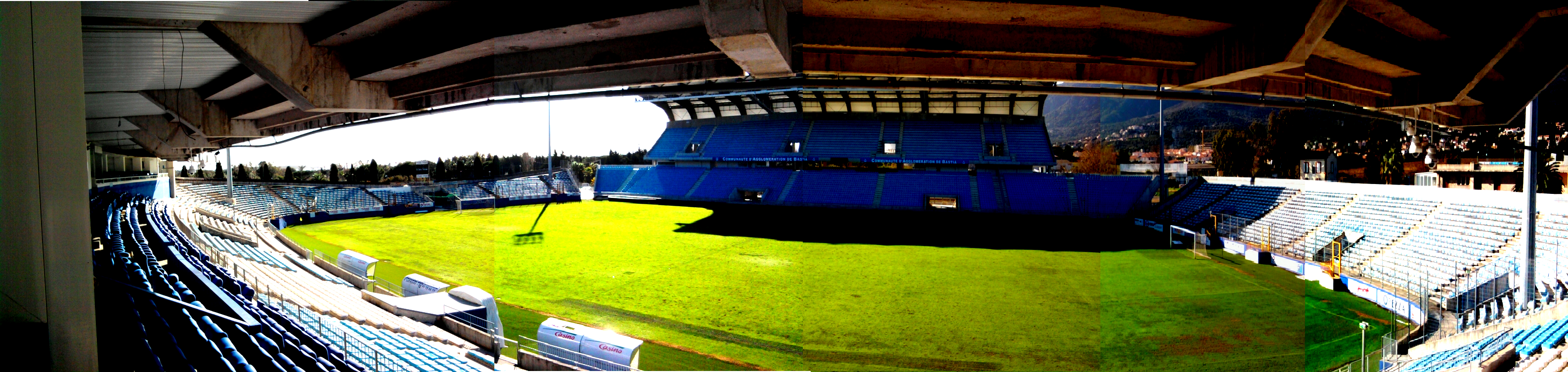
Imatge panoràmica.